# Синапово
Сина́пово (болг. Синапово) — село в Хасковській області Болгарії. Входить до складу общини Тополовград.

## Населення
За даними перепису населення 2011 року у селі проживали 537 осіб.
Національний склад населення села:
| Національність   | Кількість осіб | Відсоток |
| ---------------- | -------------- | -------- |
| болгари          | 351            | 94,9%    |
| цигани           | 18             | 4,9%     |
| турки            | 0              | 0%       |
| Всього відповіли | 370            |          |

Розподіл населення за віком у 2011 році:
Динаміка населення: